# Honoré Le Blanc
Honoré Blanc (1736-1801) fue un armero francés. Es considerado uno de los pioneros en el uso de piezas intercambiables, centrándose su trabajo principalmente en el desarrollo de piezas intercambiables para armamento militar. Sus principales aportaciones hacen referencia a los procesos de fabricación, realizando avances en la estandarización del producto de modo que se favoreciese su producción en masa.

## Biografía
Nacido en Aviñón, a los 12 años aprendió el negocio de la fabricación de armas. Era maestro armero en Charleville Manufacture cuando en 1763 se trasladó a Saint-Etienne para trabajar como controlador de seguros de pistola. A pesar de no tener grandes conocimientos en matemáticas, contaba con una gran capacidad de análisis, en la mecánica, lo que le permitió desarrollar sus invenciones. Además de en la estandarización del producto, también logró grandes avances en el desarrollo de nuevos métodos para el templado del acero y el forjado de cañones de pistola. En 1790, ya había fabricado mil mosquetes con piezas intercambiables y colocó todas sus piezas en contenedores separados. Para mostrar el potencial de su trabajo, convocó a un grupo de políticos, académicos y militares, para montar frente a ellos un mosquete a partir de piezas extraídas al azar de los contenedores. Anteriormente Tomas Jefferson, ya había propuesto a Blanc mudarse a América con la intención de poner fin a la dependencia americana del armamento europeo. Blanc declinó su oferta, pero Jefferson divulgó por América las ideas de Blanc.
El trabajo de Blanc, y el de otros oficiales militares franceses dirigidos primero por el General Gribeauval y más tarde por el Mayor Louis de Tousard (quien llevó sus ideas con él al recién establecido ejército americano), constituyó la base para el posterior desarrollo de la fabricación intercambiable por el ejército americano y sus contratistas civiles.
Blanc, y el experimento de piezas de mosquete intercambiables, se destaca en una nota de varias páginas en el Mémoire sur la fabrication des armes portatives de guerre de Gaspard Hermann Cotty (1806). Había rifles "50 o 60" y Le Blanc desarrolló por primera vez la técnica en 1777, demostrándola justo antes de la Revolución Francesa. Roe (1916) menciona un inventor francés desconocido en cuya obra Thomas Jefferson se interesó hacia 1785 y que años después fue recordado como un "Mr Le Blanc". Hounshell (1984) confirma que este inventor fue Honoré Blanc.